# Madhouse
MADHOUSE Inc. (株式会社マッドハウス Kabushiki-gaisha Maddohausu) là một xưởng phim anime Nhật Bản, thành lập vào năm 1972 bởi các cựu nhân viên của Mushi Pro, gồm có Maruyama Masao, Dezaki Osamu, Kawajiri Yoshiaki.
Madhouse đã tạo và giúp sản xuất rất nhiều anime nổi tiếng như Death Note, No Game No Life, Hunter x Hunter (phiên bản 2011), mùa đầu tiên của One-Punch Man, Perfect Blue, Hajime no Ippo và Overlord. Madhouse ban đầu phát triển từ những nhân viên cũ của Mushi Pro, công ty đã tuyển mộ những vị đạo diễn quan trọng như Asaka Morio, Kojima Masayuki và Satoshi Kon vào thập niên 1990. Số lượng nhân viên của công ty mở rộng vào thập niên 2000, trong đó bao gồm Hosoda Mamoru, Koike Takeshi và Mitsuo Iso cùng nhiều vị đạo diễn trẻ khác.
Xưởng phim thường hợp tác với các họa sĩ manga có tiếng như Urasawa Naoki và CLAMP. Madhouse đã thực hiện chuyển thể anime cho các bộ manga của Urasawa như Yawara!, Master Keaton, Monster, và của CLAMP như Tokyo Babylon, Cardcaptor Sakura, Chobits.
Vào tháng 2 năm 2004, Madhouse trở thành công ty con của Index Corporation. Vào ngày 8 tháng 2 năm 2011, Nippon TV trở thành cổ đông chính của Madhouse (thay thế Index Corporation). Nippon TV đã mua 128,667 cổ phiếu mới (mỗi phiếu trị giá 7,772 ) phát hành bởi Madhouse với trị giá tổng cộng 999,999,924 yên (hơn 2 ngàn tỷ VNĐ), tăng cổ phần của Nippon trong Madhouse từ 10.4% lên 84.5%. Cổ phần của Index Corporation trong Madhouse giảm từ 60.91% xuống 10.54%. Vào tháng 3 năm 2014, Nippon TV mua tất cả cổ phần của Index và nâng giá trị cổ phiếu trong Madhouse lên 95%.

## Kinh doanh
Xưởng phim hiện có khoảng 70 nhân viên (gồm nhân viên làm việc theo hợp đồng), với trình độ tay nghề khác nhau phụ thuộc vào số lượng công việc cần thực hiện. Ngoài ra, công ty cũng đầu tư cho xưởng phim hoạt hình Hàn Quốc DR Movie.
Madhouse có một công ty con là Madbox Co., Ltd., tập trung chủ yếu vào đồ họa máy tính.

## Sản phẩm

### Anime truyền hình

#### Thập niên 1970
- Manga Sekai Mukashi Banashi (1976), đồng sản xuất với Dax International
- Jetter Mars (1977), đồng sản xuất với Toei Animation
- Ie Naki Ko (1977-1978), đồng sản xuất với Tokyo Movie
- Animation Kikō: Marco Polo no Bōken (1979-1980)

#### Thập niên 1980
- Galactic Patrol Lensman (1984), đồng sản xuất với Tatsunoko Pro
- Easy Cooking Animation: Seishun no Shokutaku (1989-1990), đồng sản xuất với Kitty Films
- Yawara! (1989-1992)

#### Thập niên 1990
- DNA² (1994), đồng sản xuất với Studio Deen
- Azuki-chan (1995-1998)
- Bomberman B-Daman Bakugaiden (1998-1999)
- Master Keaton (1998-2002)
- Super Doll Licca-chan (1998-1999)
- Trigun (1998)
- Thủ lĩnh thẻ bài (1998)
- Pet Shop of Horrors (1999)
- Jubei-chan (1999)
- Di Gi Charat (1999–2001)
- Alexander Senki (1999)
- Mahō Tsukai Tai! (1999)
- Bomberman B-Daman Bakugaiden V (1999–2000)

#### Thập niên 2000
- Boogiepop wa Warawanai (2000)
- Kazemakase Tsukikage Ran (2000)
- Hidamari no Ki (2000)
- Sakura Taisen (2000)
- Hajime no Ippo (2000–2002)
- Beyblade (2001)
- Galaxy Angel (2001–2004)
- Gakuen Senki Muryō (2001)
- Chance Pop Session (2001)
- Mahō Shōjo Neko Taruto (2001)
- X/1999 (2001–2002)
- Hoshi no Kirby (2001)
- Aquarian Age: Sign for Evolution (2002)
- Chobits (2002)
- Abenobashi Mahō Shōtengai (2002)
- Pita-Ten (2002)
- Dragon Drive (2002–2003)
- Hanada Shōnen Shi (2002–2003)
- Panyo Panyo Di Gi Charat (2002)
- Rizelmine (2002), đồng sản xuất hoạt họa với IMAGIN)
- Honō no Mirage (2002)
- Jūbē Ninpūchō: Ryūhōgyoku-hen (2003)
- Texhnolyze (2003)
- Gungrave (2003–2004)
- Gunslinger Girl (2003–2004)
- Mujin Wakusei Survive! (2003–2004, đồng sản xuất hoạt họa với Telecom Animation Film)
- Di Gi Charat Nyo! (2003–2004)
- Gokusen (2004)
- Jubei-chan: Siberia Yagyuu no Gyakushuu (2004)
- Mōsō Dairinin (2004)
- Tenjō Tenge (2004)
- Monster (2004–2005)
- BECK (2004–2005)
- Sweet Valerian (2004)
- Ichigo 100% (2005)
- Tōhai Densetsu Akagi: Yami ni Maiorita Tensai (2005–2006)
- Paradise Kiss (2005)
- Oku-sama wa Joshi Kōsei (2005)
- Kiba (2006–2007)
- Strawberry Panic! (2006)
- NANA (2006–2007)
- Saiunkoku Monogatari (2006–2008)
- Black Lagoon (2006)
- Yume Tsukai (2006)
- Otogi-Jūshi Akazukin (2006–2007)
- Kemonozume (2006)
- Death Note (2006–2007)
- Tokyo Tribes 2 (2006–2007)
- Claymore (2007)
- Oh! Edo Rocket (2007)
- Kaibutsu Ōjo (2007)
- Dennō Coil (2007)
- Devil May Cry (2007)
- Shigurui (2007)
- Gyakkyō Burai Kaiji: Ultimate Survivor (2007–2008)
- Majin Tantei Nōgami Neuro (2007–2008)
- Mokke (2007–2008)
- MapleStory (2007–2008)
- Ani*Kuri15 (2007-2008), sản xuất phim ngắn "Sancha Blues", "Ohayō"
- Chi's Sweet Home (2008–2009)
- Allison & Lillia (2008)
- Kamen no Maid Guy (2008)
- Top Secret: The Revelation (2008)
- Kaiba (2008)
- Batman: Gotham Knight (2008), sản xuất tập phim "In Darkness Dwells" và "Deadshot"
- Ultraviolet: Code 044 (2008)
- Casshern Sins (2008–2009)
- Kurozuka (2008)
- Mōryō no Hako (2008)
- One Outs (2008–2009)
- Stitch! (2008–2010)
- Chaos;Head (2008)
- Hajime no Ippo: New Challenger (2009)
- Rideback (2009)
- Sōten Kōro (2009)
- Needless (2009)
- Kobato (2009–2010)
- Aoi Bungaku (2009)

### Thập niên 2010
- Rainbow: Nisha Rokubō no Shichinin (2010)
- Yojōhan Shinwa Taike (2010)
- Highschool of the Dead (2010)
- Marvel Anime (2010–2011)
- Gyakkyō Burai Kaiji: Hakairoku-hen (2011)
- Hunter × Hunter (2011–2014)
- Chihayafuru (2011–2020)
- Oda Nobuna no Yabō (2012), đồng sản xuất hoạt họa với Studio Gokumi
- BTOOOM! (2012)
- Photo Kano (2013)
- Kami-sama no Inai Nichiyōbi (2013)
- Hajime no Ippo: Rising (2013–2014), đồng sản xuất hoạt họa với MAPPA
- Daiya no Ace (2013–2016, đồng sản xuất hoạt họa với Production I.G)
- Mahō Sensō (2014)
- Mahōka Kōkō no Rettōsei (2014)
- No Game No Life (2014)
- Hanayamata (2014)
- Kiseijū: Sei no Kakuritsu (2014–2015)
- Death Parade (2015)
- Ore Monogatari!! (2015)
- Overlord (2015)
- One-Punch Man (2015)
- Prince of Stride: Alternative (2016)
- Nejimaki Seirei Senki: Tenkyō no Alderamin (2016)
- All Out!! (2016–2017, đồng sản xuất hoạt họa với TMS Entertainment)
- ACCA: 13-ku Kansatsu-ka (2017)
- Marvel Future Avengers (2017)
- Overlord II (2018)
- Overlord III (2018)
- Sora yori mo Tōi Basho (2018)
- Cardcaptor Sakura: Clear Card-hen (2018)
- Waka Okami wa Shōgakusei! (2018)
- Chūkan Kanriroku Tonegawa (2018)
- Boogiepop wa Warawanai (2019)
- Daiya no Ace actII (2019–2020)
- Afterlost (2019)
- No Guns Life (2019–2020)

### Thập niên 2020
- Sonny Boy (2021)
- Kyūketsuki Sugu Shinu (2021-nay)
- takt op.Destiny (2021), đồng sản xuất hoạt họa với MAPPA
- Hakozume: Kōban Joshi no Gyakushū (2022)
- Mushikaburi-hime (2022)
- Overlord IV (2022)[8]
- Yamada-kun to Lv999 no Koi o Suru (2023)[9]
- AI no Idenshi (2023)[10]
- Sōsō no Frieren (2023)[11][12]
- Chi: Chikyū no Undō ni Tsuite (2024)[13]
- Trillion Game (2024)[14]
- Wandance (2025, đồng sản xuất với Cyclone Graphics)[15]

#### Anime truyền hình đặc biệt
- Natsufuku no Shōjo-tachi (1988)
- Hiroshima ni Ichiban Densha ga Hashitta (1993)
- Yawara! Zutto Kimi no Koto ga... (1996)
- Di Gi Charat: Summer Special 2000 (2000)
- Di Gi Charat: Christmas Special (2000)
- Di Gi Charat: Ohanami Special (2001)
- Di Gi Charat: Natsuyasumi Special (2001)
- Di Gi Charat: Tsuyu Special (2001)
- Hajime no Ippo: Champion Road (2003)
- Taiyō no Mokushiroku (2006)
- Death Note: Rewrite (2007-2008)
- Megumi to Taiyō: Kajū Gummi Tweet Love Story (2011)
- Megumi to Taiyō II: Kajū Gummi Tweet Mystery (2012), đồng sản xuất hoạt họa với MAPPA
- Megumi to Taiyō III: Kajū Gummi Tweet Fantasy (2012), đồng sản xuất hoạt họa với MAPPA

### Phim điện ảnh

#### Thập niên 1980
- Unico (1981)
- Natsu e no Tobira (1981), đồng sản xuất với Toei Animation
- Haguregumo (1982), đồng sản xuất với Toei Animation
- Genma Taisen (1983)
- Unico: Mahou no Shima e (1983)
- Hadashi no Gen (1983)
- SF Shinseiki Lensman (1984)
- Kamui no Ken (1985)
- Hadashi no Gen 2 (1986)
- Hi no Tori: Houou-hen (1986)
- Toki no Tabibito: Time Stranger (1986)
- Yōjū Toshi (1987)
- Manie-Manie: Meikyū Monogatari (1987)
- Gokiburi-tachi no Tasogare (1987)
- Ginga Eiyū Densetsu:  Waga Yuku wa Hoshi no Taikai (1988), đồng sản xuất với Artland

#### Thập niên 1990
- Kaze no Na wa Amnesia (1990)
- Urusei Yatsura: Itsudatte My Darling (1991)
- Yawara! Soreyuke Koshinuke Kids!! (1992)
- Jūbē Ninpūchō (1993)
- Kattobase! Dreamers: Carp Tanjō Monogatari (1994)
- Anne no Nikki (August 19, 1995)
- Memories (1995), sản xuất phần "Saishū-heiki"
- X/1999 (1996)
- Perfect Blue (1997)
- Clover (1999)
- Gekijōban Cardcaptor Sakura (1999)

#### Thập niên 2000
- Gekijōban Cardcaptor Sakura: Fuuin Sareta Card (2000)
- Vampire Hunter D: Bloodlust (2001)
- Metropolis (2001)
- Sennen Joyū (2001)
- Di Gi Charat: Hoshi no Tabi (2001)
- WXIII: Patlabor the Movie 3 (2002)
- Nasu: Andalusia no Natsu (2003)
- Tokyo Godfathers (2003)
- Cô gái vượt thời gian (2006)
- Paprika (2006)
- Cinnamon the Movie (2007)
- Highlander: The Search for Vengeance (2007)
- Piano no Mori (2007)
- Hells (2008)
- Cuộc chiến mùa hè (2009)
- Shinko và phép lạ nghìn năm (2009)
- Redline (2009)
- Yona Yona Penguin (2009)

#### Thập niên 2010
- Trigun: Badlands Rumble (2010)
- Tibet Inu Monogatari (2011)
- To Aru Hikūshi e no Tsuioku (2011), đồng sản xuất hoạt họa với TMS Entertainment
- Hunter × Hunter: Phantom Rouge (2013)
- Death Billiards (2013)
- Hunter × Hunter: The Last Mission (2013)
- No Game, No Life Zero (2017)
- Kimi no Koe wo Todoketai (2017)
- Overlord: Fushisha no Ō (2017), phim tổng hợp[16]
- Overlord: Shikkoku no Eiyū (2017), phim tổng hợp[16]
- Waka Okami wa Shōgakusei! (2018), đồng sản xuất với DLE)

#### Thập niên 2020
- Goodbye, Don Glees! (2022)[17]
- Kin no Kuni Mizu no Kuni (2023)[18]
- Gekijōban Overlord Sei Ōkoku-hen (2024)[19]

### OVA
Thập niên 1980:
- Kizuoibito (1986–1988)
- Hi no Tori: Yamato-hen (1987)
- Hi no Tori: Uchuu-hen (1987)
- Deimosu no Hanayome (1988)
- Makai Toshi: Shinjuku (1988)
- Yousei Ou (1988)
- Midnight Eye Gokū (1989)

Thập niên 1990:
- Nineteen 19 (1990)
- Cyber City Oedo 808 (1990–1991)
- Lodoss-tō Senki (1990–1991)
- Mamono Hunter Yōko (1990–1995)
- Teito Monogatari (1991–1992)
- Urusei Yatsura (1991)
  - Otome Bashika no Kyōfu (乙女ばしかの恐怖?)
  - Reikon to Date (霊魂とデート?)
- Tokyo Babylon (1992–1994)
- Zetsuai 1989 (1992–1994)
- Download: Namu Amida Butsu wa Ai no Uta (1992)
- Gunnm (1993)
- Ningyo no Kizu (1993)
- The Cockpit (1993), sản xuất tập "Slipstream"
- Final Fantasy (1994)
- Yūgen Kaisha (1994–1995)
- Clamp in Wonderland (1994–2007)
- Kujaku Ō (1994)
- DNA² (1995), đồng sản xuất với Studio Deen
- Bio Hunter (1995)
- Birdy the Mighty (1996–1997)
- Vampire Hunter: Darkstalkers' Revenge (1997–1998)
- Shihaisha no Tasogare (1997)

Thập niên 2000:
- Space Pirate Captain Herlock (2002–2003)
- Trava: Fist Planet (2003)
- The Animatrix (2003), sản xuất tập "Program" và "World Record"
- Hajime no Ippo: Mashiba vs. Kimura (2003)
- Hitsuji no Uta (2003–2004)
- Aquarian Age: The Movie (2003)
- Di Gi Charat Theater: Leave it to Pyoko! (2003)
- Otogi-Jūshi Akazukin (2005)
- Last Order: Final Fantasy VII (2005)
- Strawberry 100% (2005)
- Nasu: Suitcase no Wataridori (2007)
- Batman: Gotham Knight (2008), sản xuất tập "In Darkness Dwells", "Deadshot"
- Hellsing Ultimate (2008–2009), sản xuất  phần V, VI, VII

Thập niên 2010:
- Black Lagoon: Roberta's Blood Trail (2010–2011)
- Supernatural: The Anime Series (2011)
- Highschool of the Dead: Drifters of the Dead (2011)
- Arata-naru Sekai (2012)
- Iron Man: Rise of Technovore (2013)
- Avengers Confidential: Black Widow and Punisher (2014)

Thập niên 2020:
- ACCA: 13-ku Kansatsu-ka – Regards (2020)[20]